# الكنيسة الأوكرانية الأرثوذكسية

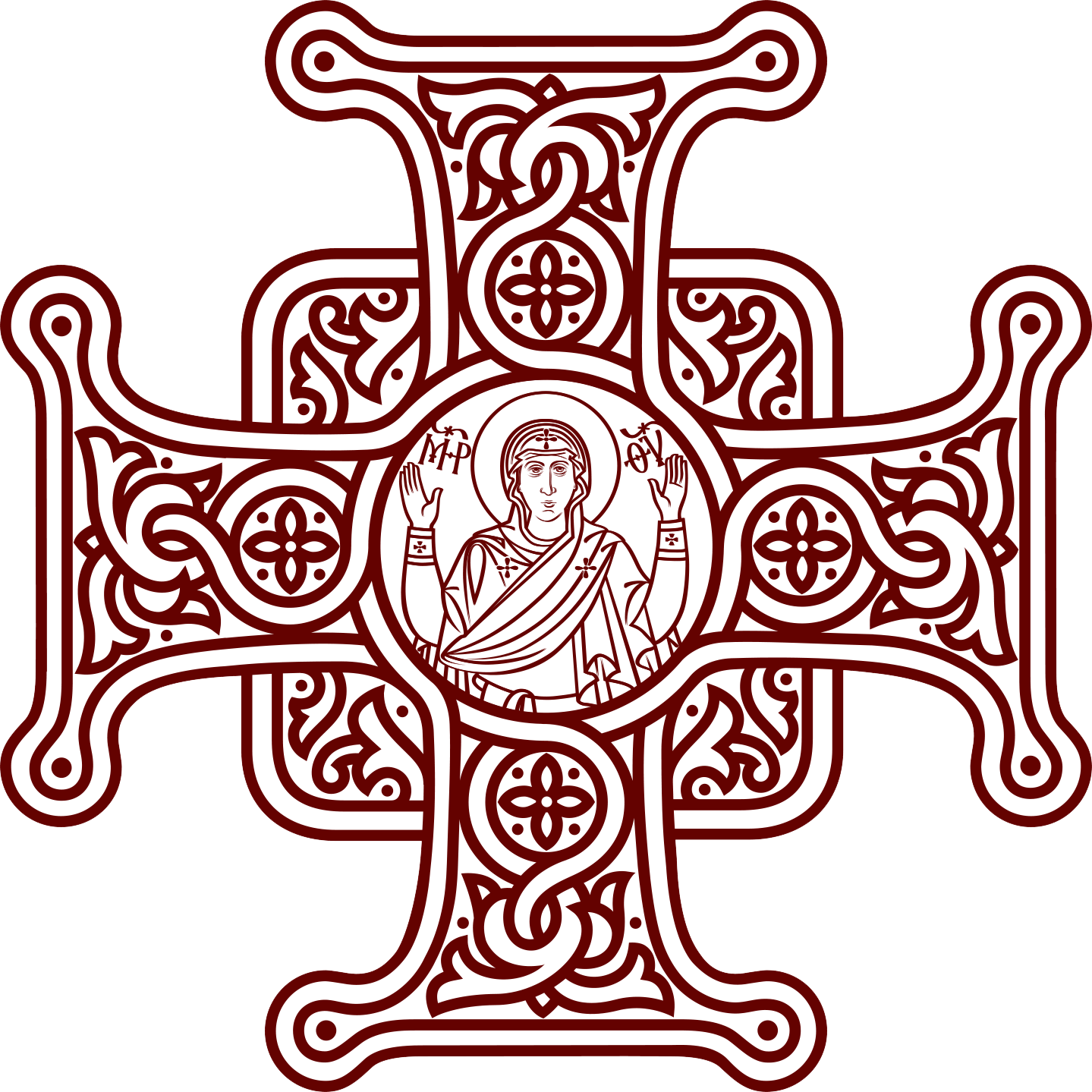
شعار الكنيسة الأوكرانية الأرثوذكسية.

الكنيسة الأوكرانية الأرثوذكسية (بالأوكرانية: Православна церква України)، أُسست سنة 2018 ومقرها كييف، نتيجة اتحاد مجموعتين كنسيتين كانتا تدعوان إلى الاستقلال عن الكنيسة الروسية الأرثوذكسية. هاتان المجموعتان هما بعض الأساقفة التابعين للكنيسة الروسية الأرثوذكسية تحت رئاسة المطران فيلارت، والكنيسة الأرثوذكسية المستقلة. وبحسب إحصائيات أجريت أواخر 2011 فإن الكنيسة الأوكرانية الأرثوذكسية هي أكبر كنيسة مسيحية أوكرانية من حيث عدد مؤمنيها.
كانت الكنيسة الأوكرانية الأرثوذكسية تابعة لبطريركية القسطنطينية المسكونية منذ تنصير روسيا ونُقل مقرّ مطران كييف إلى مدينة فولوديمير نا كلازمي سنة 1299 وإلى موسكو سنة 1352. وانفصلت أبرشية موسكو عن كييف سنة 1448، واعترفت بها بطريركية القسطنطينية المسكونية سنة 1589. ولم تستطع الكنيسة الأوكرانية الانفصال عن الكنيسة الروسية في تلك الفترة الزمنية بسبب سير الأحداث التاريخية الوضع في أوكرانيا آنذاك.
ولكن بطريركية القسطنطينية المسكونية سنة 1924 قررت عدم شرعية نقل بطركية كييف إلى موسكو. ومنح المجمع الأسقفي سنة 1990 الكنيسة الأوكرانية الأرثوذكسية الاستقلال وحقوق حكم ذاتي موسع. ويترأس الكنيسة الأوكرانية الأرثوذكسية حالياً متربوليت كييف وسائر أوكرانيا أبيفانيوس الأول، هو أول راعي لهذه الكنيسة الأرثوذكسية.
في 24 مايو 2023 ، قرر مجلس الأساقفة التحول تمامًا إلى التقويم اليولياني المنقح وأن هذا الانتقال سيحدث في 1 سبتمبر 2023. كما تقرر أيضًا عقد المجلس المحلي لـ OCU في 27 يوليو 2023 ، والذي سيوافق أخيرًا على الانتقال إلى التقويم اليولياني المنقح.